# Ђерђ Калмар
Ђерђ Калмар (мађ. Kalmár György, Мађарска, 1. јануар 1913 — Мађарска, 2. јануар 1986), био је мађарски фудбалер и тренер. Са постигнутих 35. голова био је најбољи стрелац мађарске лиге  у сезони 1941/42.

## Каријера
Фудбалом је почео да се бави у тиму ТК Сегедин АК. Године 1931. потписао је уговор са швајцарским ФК Лозана спортс, где је играо две сезоне и вратио се у Сегедин. У децембру 1933. потписао га је ФК Руан, током иностране турнеје. После две сезоне прелази у тим РК Рубе. Године 1937. постао је играч за Стад де Ремс, одакле се вратио кући после једне сезоне, али пошто је са француским тимом имао важећи уговор још годину дана, није могао да игра. После једногодишње забране, каријеру је наставио у ФК Сегедин. У сезони 1941/42 постао је најбољи стрелац лиге са 35 голова.

## Тренер
По завршетку Другог светског рата већ је радио као тренер. Прво је радио са тимом Сегеди Дожа, а затим почетком 1950-их са Сегединским Халадашем, где је са тимом стигао до рве мђарске лиге 1953. године. Почетком 1960-их радио је за тим Епитесек у Сегедину. Између 1964. и 1967. био је селектор бурманске репрезентације. Његов рекорд: у 11 мечева имао је 5 победа, 3 ремија и 3 пораза. Од септембра 1968. на пола године био је тренер алжирског НА Хусеина Деја. Године 1972. постао је тренер сегединске Доже.

## Достугнућа
- Мађарска лига
  - 3.: 1940/41.
  - најбољи стрелац: 1941/42. (35. голова)